# Janu sirsasana
Janu Sirsasana (Sanskriet voor Hoofd naar Kniehouding) is bij yoga een veelvoorkomende houding of asana.
| Sanskriet | vertaling                   |
| janu      | knie                        |
| sirsa     | hoofd                       |
| asana     | houding (letterlijk: 'zit') |

## Beschrijving
De Hoofd naar Knie is een zittende houding. Er kan gestart worden vanuit de Baddha Konasana (type kleermakerszit). Breng beide benen naar voren en zet uw linkervoet tegen uw rechterbovenbeen. Sterk het rechterbeen, hel achterover en breng de tenen iets naar u toe. Het been voelt hiermee krachtig en energiek aan. Adem in en steek tegelijk de armen omhoog. Sterk het gehele lichaam en buig in de uitademing naar voren en zet de handen aan beide kanten van het been op de grond. Houdt dit enkele in- en uitademhalingen vast.